# Am Totenweg
Koordinaten: 49° 54′ 46″ N, 8° 7′ 11″ O

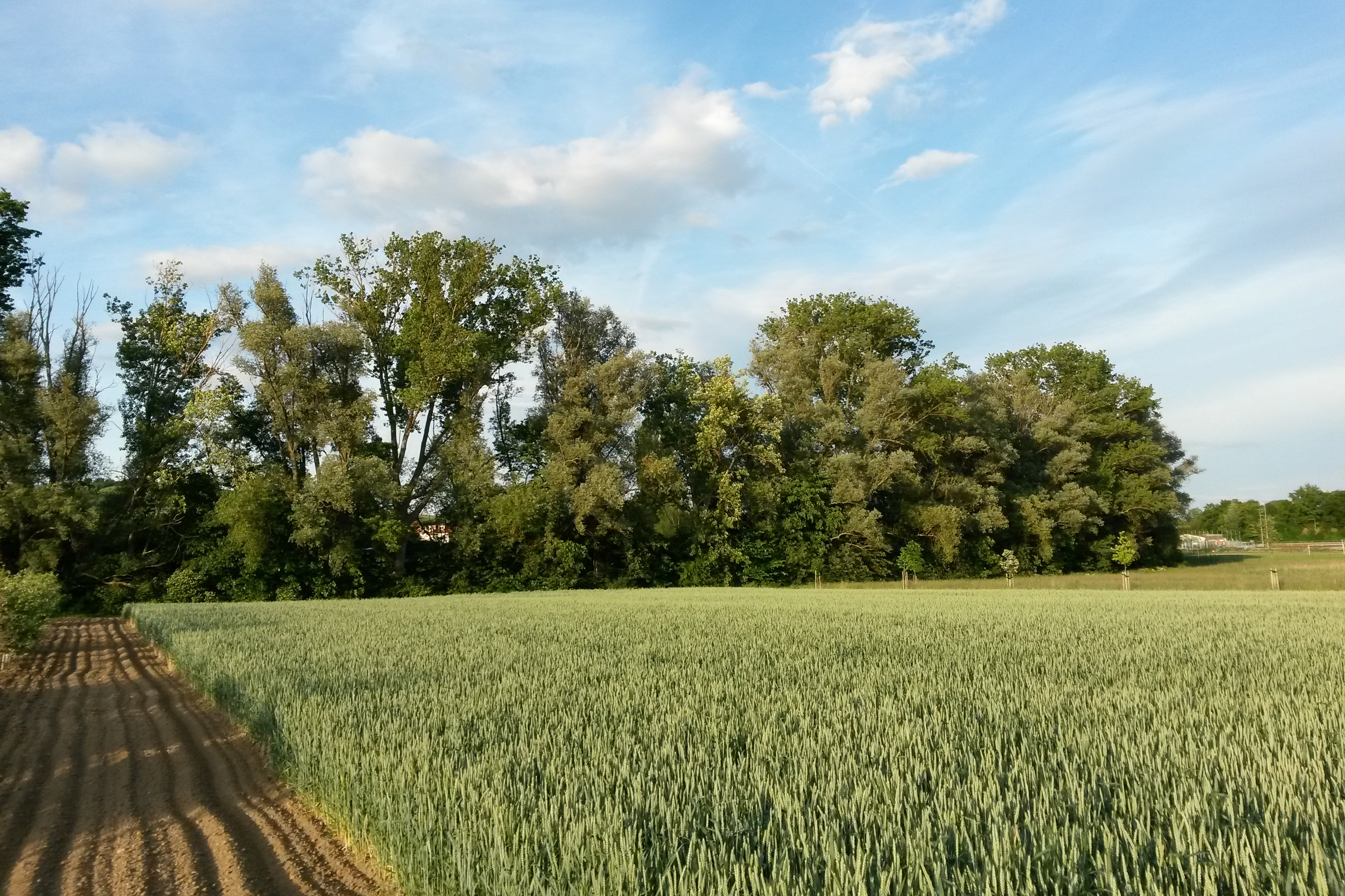
Naturschutzgebiet Am Totenweg (Mai 2015)

Das Naturschutzgebiet Am Totenweg liegt im Landkreis Mainz-Bingen in Rheinland-Pfalz. Das etwa 8 ha große Gebiet, das im Jahr 1990 unter Naturschutz gestellt wurde, erstreckt sich westlich der Ortsgemeinde Stadecken-Elsheim entlang der Selz. Nördlich und östlich verläuft die Landesstraße L 428 und südlich die L 413.